# 江陵鳳凰山漢簡
江陵鳳凰山漢簡（こうりょうほうおうざんかんかん）は、中国の湖北省江陵県紀南鎮の鳳凰山で発見された鳳凰山漢墓群から出土した簡牘である。

## 概要
1973年秋、鳳凰山で長江流域第二期文物考古工作人員訓練班が実習していたところ、前漢の木槨墓が発見された。1974年に全面的な考古調査がおこなわれた結果、秦代以降の180基あまりの墓が新たに発見された。そのうち8号墓・9号墓・10号墓・167号墓・168号墓・169号墓から簡牘が出土した。
8号墓出土の簡牘は、175枚。内容は遣策（副葬品のリスト）で、衣物・奴婢俑・食器などの名称や数量が記されている。注目すべきは40件以上の奴婢俑の身分と名字が併記されていることである。
9号墓出土の簡牘は、80枚。内容は遣策であるが、簡文ははっきりしない。ほか木牘が3枚あるが、これは安陸守丞が上級官府に差し出した文書と考えられている。
10号墓は文帝あるいは景帝期の墓である。出土の竹簡は、170枚。ほか木牘が6枚あり、これは遣策や服役規定などである。
167号墓もやはり文帝あるいは景帝期の墓である。出土の木簡は、74枚。内容は遣策で、出土文物と対照するとほぼ一致する。
168号墓は竹牘の内容から、文帝13年（紀元前167年）の埋葬で、墓主が市陽五大夫の遂であると推定されている。